# 長灘 (紐約州)
长滩（Long Beach）是美国纽约州纳苏县的一座城市，位于长岛南部，长岛的南海岸外的隔离岛西北部的长滩砂岛。 截至2010年美国人口普查，城市人口为33,275人，于1922年建市。被称为“海上城市”（拉丁语以公章形式）。
长滩市被北部、东部和西部的雷诺兹海峡以及南部的大西洋包围。
截至2012年，由市议会任命 （页面存档备份，存于）杰克·施尼尔曼（Jack Schnirman）为市长。